# Canon P
Canon P er et lille analogt filmtype 135 søgerkamera, der blev fremstillet mellem december 1958 og maj 1961. Det er det sidste i rækken af Canons VI serie. P'et står for 'Populaire'. Kameraet var og er et populært samlerkamera, da det er forholdsvis billigt og kan bruge Leica gevind objektiver, derudover bliver det tit omtalt som det mest stilrene søgerkamera der nogensinde er fremstillet. Canon P blev oprindeligt solgt med enten en 50mm blænde 1,4 eller 50mm blænde 1,8 normalobjektiv. Det var også muligt at købe et eksternt lysmålermodul der kunne sættes oven på kameraet der hvor blitz-skoen sidder.

## Varianter
Der findes to forskellige varianter af Canon P kamera-huset. En sølvfarvet, der er den mest almindelige (87875 lavet) og en sort variant der er meget mere sjælden (måske findes der kun få hundrede). Der findes også sorte versioner af den eksterne lysmåler og en række objektiver.

## Specifikationer
| Type        | Søgerkamera, 135 film format         |
| Objektiv    | Leica M39 gevind type kompatibel     |
| Programmer  | Manuel                               |
| Vægt (hus)  | 650g gram                            |
| Lukkertider | 1 sekunder - 1/1000 sekund. Plus 'B' |